# France Image Logiciel
Pour les articles homonymes, voir FIL.
France Image Logiciel (FIL en abrégé) était un éditeur et distributeur français de logiciels et de jeux vidéo. L'entreprise se fait notamment connaître en adaptant des titres étrangers dont elle se chargeait de la distribution en France et en Italie.

## Historique
La société a édité de nombreux logiciels sur les plates-formes :
- Thomson TO7, Thomson TO7/70, Thomson MO5, Thomson MO6, Thomson TO8, Thomson TO9, Thomson TO9+
- Amstrad CPC 464, Amstrad CPC 664
- Commodore 64
- ZX Spectrum
- Apple II
- PC/XT, PC/AT
- Atari ST

Son activité principale était portée par la micro-informatique Thomson et le Plan informatique pour tous. 
Puis, elle chercha à se diversifier en distribuant les logiciels de différents éditeurs, fonctionnant sur la plupart des matériels "grand public", jusqu'à racheter, en 1987, la filiale de distribution de son concurrent Infogrames.
L'aventure s'achèvera fin 1988 par une liquidation,.  Quelques mois plus tard, en 1989, France Image Logiciel renaîtra de ses cendres, à l'initiative de quelques salariés, sous le nom de Editions Profil, abandonnant au passage le secteur du jeu vidéo.

## Jeux édités
- Aquanaute
- Arkanoid
- Asterix
- Blitz !
- Crazy Cars
- Enduro Racer
- Game Over
- Green Beret
- High Epidemy
- Incantation
- La Nuit des templiers
- Le Jeu du Roy
- Légende
- Micro-Scrabble
- Mission en Rafale
- Monster Mine
- Numéro 10
- Runway
- Runway 2
- Silent Service
- Slap Fight
- Sorcery
- Super Tennis
- Truck
- Versailles Story
- Vol solo
- Wizball

## Utilitaires distribués
- Assembleur 6809
- Fiches et Dossiers
- Mallette FIL (Practigraph, Practibase, Practicalc, Practitext)
- Multiplan
- Paragraphe
- Prologue

## Principaux concurrents
- Infogrames
- Loriciel
- Microïds